# Département de Fresco
Le département de Fresco est un département de la région de Gbôklé dans le district du Bas-Sassandra, en Côte d'Ivoire. En 2014, sa population était 101 298 et son siège est la ville de Fresco. Les sous-préfectures du département sont Dahiri, Fresco et Gbagbam.

## Histoire
Le département de Fresco a été créé en 2008 en tant que deuxième niveau de subdivision par l'intermédiaire d'une scission du Département de Divo,. Lors de sa création, il faisait partie de la Région du Sud-Bandama.
En 2011, les districts ont été introduits en tant que nouveau premier niveau des subdivisions de la Côte d'Ivoire. Dans le même temps, les régions ont été réorganisés et sont devenues le deuxième niveau de subdivision, et tous les départements ont été convertis en troisième niveau des subdivisions. Dès lors, le département de Fresco est devenu partie intégrante de la Région de Gbôklé dans le District du Bas-Sassandra (le département de Fresco a été combiné avec la Région du Bas-Sassandra pour créer le District du Bas-Sassandra).